# Équation d'état de Mie-Grüneisen
L' équation d'état de Mie-Grüneisen est une équation d'état qui relie la pression et le volume d'un solide à une température donnée,. Elle est utilisée pour déterminer la pression dans un solide parcouru par une onde de choc. La relation de Mie-Grüneisen est une forme spéciale du modèle de Grüneisen qui décrit l'effet de la modification du volume d'un réseau cristallin sur ses propriétés vibrationnelles. Plusieurs variantes de l'équation d'état de Mie-Grüneisen sont utilisées; elles reposent toutes sur la définition du paramètre de Grüneisen. Celui-ci peut-être définit à partir de grandeurs thermo-mécaniques macroscopique du matériau ou à partir des considérations reposant sur la physique statistique.
Une définition possible du paramètre de Grüneisen est la grandeur sans dimension suivante
{\displaystyle \Gamma ={\frac {\alpha K_{T}}{\rho c_{V}}}}
où {\displaystyle \alpha } est le coefficient de dilatation thermique, {\displaystyle K_{T}} est le module d'élasticité isostatique, {\displaystyle \rho } la masse volumique du solide et {\displaystyle c_{v}} la capacité thermique massique à volume constant. {\displaystyle \Gamma } est en général constant pour un matériau donné, et de l'ordre de l'unité. Cette définition est associée aux travaux de Grüneisen (1926) qui s'appuie sur le modèle d'Einstein  (1907) des vibrations atomiques dans un solide et du modèle de Debye (1912) pour décrire le comportement de la capacité thermique des solides en fonction de la température. En utilisant les définitions de {\displaystyle \alpha ={\frac {1}{V}}\left({\frac {\partial V}{\partial T}}\right)_{P}}et {\displaystyle K_{T}=-V\left({\frac {\partial P}{\partial V}}\right)_{T}} ainsi que l'identité mathématique {\displaystyle \left({\frac {\partial V}{\partial T}}\right)_{P}\left({\frac {\partial P}{\partial V}}\right)_{T}\left({\frac {\partial T}{\partial P}}\right)_{V}=-1}, on obtient que {\displaystyle \alpha K_{T}=\left({\frac {\partial P}{\partial T}}\right)_{V}}. En intégrant par rapport à la température cette dernière relation à volume constant on obtient une relation entre la pression et l'énergie interne: 
{\displaystyle P-P_{ref}=\int \alpha K_{T}dT=\Gamma \int \rho c_{v}dT=\Gamma (U-U_{ref})/V}
où {\displaystyle P_{ref}} et {\displaystyle U_{ref}} sont respectivement la pression et l'énergie interne d'un état de référence (qui peut être l'état dans lequel la température est de 0K) et {\displaystyle V} le volume. Cette relation constitue la forme générale d'une équation d'état de Mie-Grüneisen.
On peut ré-arranger la définition du paramètre de Grüneisen, en faisant apparaître le volume: {\displaystyle {\frac {\Gamma }{V}}={\frac {\alpha K_{T}}{mc_{V}}}={\frac {\alpha K_{T}}{C_{V}}}}et en première approximation, on considère que {\displaystyle {\frac {\Gamma }{V}}={\frac {\Gamma _{0}}{V_{0}}}} est une constante, où {\displaystyle \Gamma _{0}} et {\displaystyle V_{0}} sont des constantes évaluées à pression nulle. Pour tenir compte des variations possible du paramètre de Grüneisen, on peut développer des modèles avec par exemples une correction d'ordre 1: {\displaystyle \Gamma =\Gamma _{0}{\frac {V}{V_{0}}}+a(1-{\frac {V}{V_{0}}})}
De manière encore plus générale, lorsque l'on considère un solide soumis à de forte variation de pression (par exemple du à l'impact d'un projectile à très haute vitesse, ou obtenu à l'aide d'une impulsion laser), on peut utiliser la théorie des ondes de choc pour établir une équation d'état de Mie-Gruneisen généralisée. Plus spécifiquement, l'équation de Mie-Grüneisen la plus utilisée dans les logiciels de simulation numérique de thermo-mécanique est donnée par
{\displaystyle P(\mu ,E)={\frac {\rho _{0}C_{0}^{2}\mu \left[1+(1-{\frac {\Gamma _{0}}{2}})\mu -{\frac {a}{2}}\mu ^{2}\right]}{\left[1-(S_{1}-1)\mu -S_{2}{\frac {\mu ^{2}}{1+\mu }}-S_{3}{\frac {\mu ^{3}}{(1+\mu )^{2}}}\right]^{2}}}+(\Gamma _{0}+a\mu )E}
où {\displaystyle \mu ={\frac {\rho }{\rho _{0}}}-1}, {\displaystyle C_{0}={\sqrt {\frac {K_{T}}{\rho _{0}}}}} et {\displaystyle a} le coefficient de la correction d'ordre 1 à la variation en volume du paramètre de Grüneisen et {\displaystyle E} l'énergie interne volumique. Cette expression est uniquement valable pour un solide comprimé, c'est a dire pour {\displaystyle \mu >0}. Pour un matériau détendu, on doit utiliser la relation
{\displaystyle P(\mu ,E)=\rho _{0}C_{0}^{2}\mu +(\Gamma _{0}+a\mu )E}

## Voir également
- Impact (mécanique)
- Onde de choc
- Choc (mécanique)
- Tube de choc
- Viscoplasticité